# Marco Pranjkovic
Marco Pranjkovic (* 3. Mai 2006) ist ein österreichischer Fußballspieler.

## Karriere
Pranjkovic begann seine Karriere beim SV St. Marein/St. Lorenzen. Zur Saison 2016/17 wechselte er in die Jugend der Kapfenberger SV. Im Winter 2021/22 rückte er in den Kader der vierten Mannschaft der Steirer, für die er zweimal in der achtklassigen 1. Klasse spielte. Mit Rapid II stieg er in die Gebietsliga auf. Im März 2023 spielte er erstmals für die dritte Mannschaft in der sechstklassigen Unterliga. In der Saison 2022/23 kam er zu jeweils elf Einsätzen in der Unter- und Gebietsliga.
Zur Saison 2023/24 rückte Pranjkovic in den Kader der Amateure auf. Insgesamt absolvierte er in jener Spielzeit sechs Spiele in der fünftklassigen Oberliga. Im September 2024 gab er sein Debüt für die Profis in der 2. Liga, als er am achten Spieltag der Saison 2024/25 gegen den FC Liefering in der Halbzeitpause für Bleron Krasniqi eingewechselt wurde.